# Backstab
 (mai 2022).
Si vous disposez d'ouvrages ou d'articles de référence ou si vous connaissez des sites web de qualité traitant du thème abordé ici, merci de compléter l'article en donnant les références utiles à sa vérifiabilité et en les liant à la section « Notes et références ».
Pour les articles homonymes, voir Coup de poignard dans le dos.
Backstab est un magazine traitant des jeux de rôle, jeux vidéo, wargames, jeux de société et jeux de cartes à collectionner. Il était édité par FC Publications, une société appartenant à Asmodée et Halloween Concept. Fondé en octobre 1996, il paraît jusqu'en 2005. Son nom signifie « coup de poignard dans le dos » en anglais ; c'est en particulier le nom d'une attaque spéciale des personnages roublards dans le jeu de rôle Donjons et Dragons.

## Historique
Backstab est apparu en octobre 1996 avec un fascicule gratuit numéroté « numéro 0 ».
Il est d'abord une licence française du magazine anglais Arcanes édité par Future Publishing, avec une partie du contenu spécifique au marché français. Très vite, les articles français passent en majorité et Backstab prend définitivement son indépendance lorsque Future cesse la publication d'Arcanes.
Asmodée se retire du projet au bout d'un an, il sera ensuite récupéré par la société Darwin Project en 2001 à la fin d'activité d'Halloween Concept.
Au cours de sa publication, il est le plus souvent bimestriel malgré une période mensuelle. Il est publié jusqu'en 2005 (le numéro 51 étant le dernier), date à laquelle il devient Fantasy.rpg. Seul le premier numéro de Fantasy.rpg paraît en kiosque. Le second numéro, prêt, ne part pas à l'impression en raison d'une cessation de paiement de l'éditeur.
Ses rédacteurs en chef, par ailleurs auteurs de jeux de rôle, sont dans l'ordre : Ben (Benoit Clerc, patron de la société d'édition Sans peur et sans reproche), Croc (ce qui fait parfois penser aux gens que le magazine était édité par Asmodée), Julien Blondel (auteur de Prophecy et Vermine), Patrick Renault et Cyril Pasteau.
Backstab cesse de paraître après le n°51 d'avril-mai 2005.
Une nouvelle version du magazine est lancée en avril 2020, avec pour rédacteur en chef Julien Blondel.

## Spécificités
Par rapport à d'autres magazines de jeu de rôle, et en particulier à Casus Belli, le principal concurrent à l'époque, Backstab se démarque surtout par ses nombreuses critiques de jeux. Là où Casus Belli adopte un ton souvent décrit comme « neutre bienveillant » quand il critique un jeu, Backstab se distingue à son lancement par un ton plus agressif et irrévérencieux.[réf. nécessaire]
Le sociologue Olivier Caïra compare Backstab à d'autres magazines français de jeux de rôle tels que Dragon radieux et Chroniques d'outre-monde qui, bien que « relativement pérennes », ont disparu, ce qu'il considère comme caractéristique du taux de mortalité important des magazines, éditeurs et structures professionnelles dans le milieu du jeu de rôle sur table, qu'il qualifie de « proto-industrie de loisir ». Julien Pirou remarque lui aussi la durée de vie limitée de ces magazines, le principal titre français, Casus Belli, ne réussissant à perdurer qu'au fil de plusieurs disparitions et reprises.